# کنترل دارو
دکتری تخصصی کنترل دارو به انجام تحقیقات علمی و کاربردی در زمینه‌های میکروب شناسی ، کنترل میکروبی فراورده‌های دارویی و غذایی، کنترل فیزیک و شیمیایی فراورده‌های دارویی، کنترل و تجزیه مواد غذایی، تحقیقات پروبیوتیک و کنترل فرارده‌های بیولوژیک می‌پردازد.
هدف از رشته دکتری تخصصی کنترل دارو تربیت انسانهای متخصصی است که بتوانند در حوزه‌های مختلف مدیریتی ، اجرایی ، آموزشی و پژوهشی ، در ارتباط با کنترل کیفیت دارو فعالیت نمایند و با افزایش سطح کیفی داروها و محصولات آرایشی ، بهداشتی سطح رفاه و بهداشت جامعه را افزایش دهند. فارغ التحصیلان می‌توانند در دانشکده‌های داروسازی ، صنایع داروسازی، آزمایشگاههای کنترل دارو و معاونت غذا و داروی وزارت بهداشت ، درمان و آموزش پزشکی  فعالیت کنند.